# グリーゼ581
グリーゼ581 (Gliese 581) は、太陽系から約20光年離れたM3V型の赤色矮星である。てんびん座の方角に位置しており、既知の恒星系の中では太陽から89番目に近い星系でもある。観測結果より6つの惑星、グリーゼ581e, b, c, d、それにfとgを持つ可能性が提示されており、そのうちc、d、gはハビタブルゾーン内に存在していると考えられている。

## 恒星
| 太陽 | グリーゼ581 |
| ---- | ----------- |
| 太陽 | Exoplanet   |

「グリーゼ581」という名称は、ドイツの天文学者、ヴィルヘルム・グリーゼによって1957年に編纂された、地球から20パーセク以内に位置する956の恒星を収録したグリーゼ近傍恒星カタログでの番号である。1863年にフリードリヒ・ヴィルヘルム・アルゲランダーらによって出版されたボン掃天星表 (BD catalogue) には「BD-07°4003」として記載されており、変光星としては「てんびん座HO星」(HO Librae) と呼ばれる。「グリーズ581」と表記されることもあるほか、「ウォルフ562」とも呼ばれる。シリウスやプロキオンのような固有名は付けられていない。
この恒星はスペクトル分類がM3V型の赤色矮星で、地球から20.3光年離れた場所に存在する。てんびん座で最も明るいてんびん座β星からは2度ほど北に位置する。その質量は太陽の三分の一程度と見積もられており、既知の恒星系の中では太陽から89番目に近い星系である。グリーゼ581のようなM型の赤色矮星は太陽に比べて質量が大幅に小さく、コアでの核融合反応の速度も大幅に遅い。その結果、表面温度は推定3500ケルビン、光度は太陽の僅か0.2%である。しかし、グリーゼ581のような赤色矮星の放射は主に赤外線に近い830ナノメートル付近をピークとする領域で行われており（ウィーンの変位則による推定）、恒星のトータルの光度は過小評価されている可能性もある（太陽の放射のピークは530ナノメートル付近であり、これは可視光線の中心に位置する）。また、放射線を含めた場合の絶対等級は、太陽光度の1.3%となる。この星系の惑星が地球と同程度のエネルギーを受け取るには、より恒星の近くに位置する必要がある。こうした地球と同じようなエネルギーを受け取れる恒星の周りの領域はハビタブルゾーンと呼ばれている。その範囲がどの程度かは議論が分かれており、また各惑星系ごとにその条件も大きく異なっている。
グリーゼ581はりゅう座BY型の変光星としても分類されており、「てんびん座HO星」という名称が与えられている。これは、星の自転に伴い黒点が移動することなどにより明るさが変化するタイプの変光星である。しかし、観測された変化は誤差に近いレベルであり、仮に変化しているとしてももっと長期においてのものだと考えられている。グリーゼ581はX線を放出している。

## 惑星系
2010年までに、地球の2倍から海王星程度の質量を持つ惑星が6個発見されている（ただしfとgについては後に存在を否定する研究結果が出されている。また、2014年にはグリーゼ581dに関しても恒星活動に由来するアーティファクトの可能性が高いとの指摘がなされ、その存在が疑問視されている）。惑星には発見順にb以降のアルファベットが振られている。以下では恒星に近い順に説明する。
グリーゼ581e
質量が地球の1.86倍以上。2009年現在確認されている太陽系外惑星の中では最小の質量。公転周期3.15日。
グリーゼ581b
質量が地球の16倍以上。グリーゼ581の既知の惑星の中では最も質量が大きい。
グリーゼ581c
質量が地球の5.3倍以上。ハビタブルゾーンの範囲内に軌道を持ち、液体の水の存在が可能な表面温度（推定0〜40 ℃）を持つ地球型惑星の可能性がある。水が存在するには主星に近すぎるという研究があるが、雲が大量に存在し惑星のアルベドが高い状態にあれば適切な気温に保たれるという反論もある。
グリーゼ581g
質量は地球の2.242倍以上。公転周期は32日でハビタブルゾーン内に存在する。常に同じ面を恒星に向けて公転している。前述の通り、存在の可能性は低いとみられる。
グリーゼ581d
質量が地球の5.94倍以上で、公転周期は67日。楕円軌道で公転しているが、近日点ではハビタブルゾーンの範囲を通過している。2014年の研究により、その存在に疑問符が付けられている。
グリーゼ581f
質量が地球の約7倍で、公転周期は433日（約1.2年）。前述の通り、存在の可能性は低いとみられる。
グリーゼ581の惑星系の観測には視線速度法が用いられている。視線速度法には惑星の質量を下限値としてしか定めることができない性質があるため、実際の質量は上記の値より大きくなる可能性がある。ただし、シミュレーションを用いた検証では、それぞれの惑星が下限値の2倍程度を超える質量を持つと軌道が安定しなくなることが示されているため、惑星の真の質量はそれ以下と考えられている。なお、このシミュレーションは各惑星が太陽系の惑星と同じように共通の平面上を公転していることを前提とする 。
2012年に、グリーゼ581から遠く離れた位置に塵円盤が発見された。
| 名称 （恒星に近い順） | 質量            | 軌道長半径 （天文単位） | 公転周期 (日)   | 軌道離心率     | 軌道傾斜角 | 半径 |
| --------------------- | --------------- | ----------------------- | --------------- | -------------- | ---------- | ---- |
| e                     | ≥1.86±0.406 M⊕  | 0.028459±0.000177       | 3.1494±0.0305   | 0              | —          | —    |
| b                     | ≥16.00±1.17 M⊕  | 0.0406161±0.0000609     | 5.3694 ± 0.0122 | 0              | —          | —    |
| c                     | ≥5.302±0.881 M⊕ | 0.072989±0.000226       | 12.9355±0.0591  | 0.17 ± 0.07    | —          | —    |
| g (未確認)            | ≥2.242±0.644 M⊕ | 0.13386±0.00173         | 32.129±0.635    | —              | —          | —    |
| d                     | ≥5.94±1.05 M⊕   | 0.21778±0.00198         | 66.671±0.948    | 0.38 ± 0.09    | —          | —    |
| f (未確認)            | ≥ 7.0 M⊕        | 0.76                    | 433 ± 13        | —              | —          | —    |
| 塵円盤                | 25 ± 12—>60 au  | 25 ± 12—>60 au          | 25 ± 12—>60 au  | 25 ± 12—>60 au | —          | —    |

## 画像

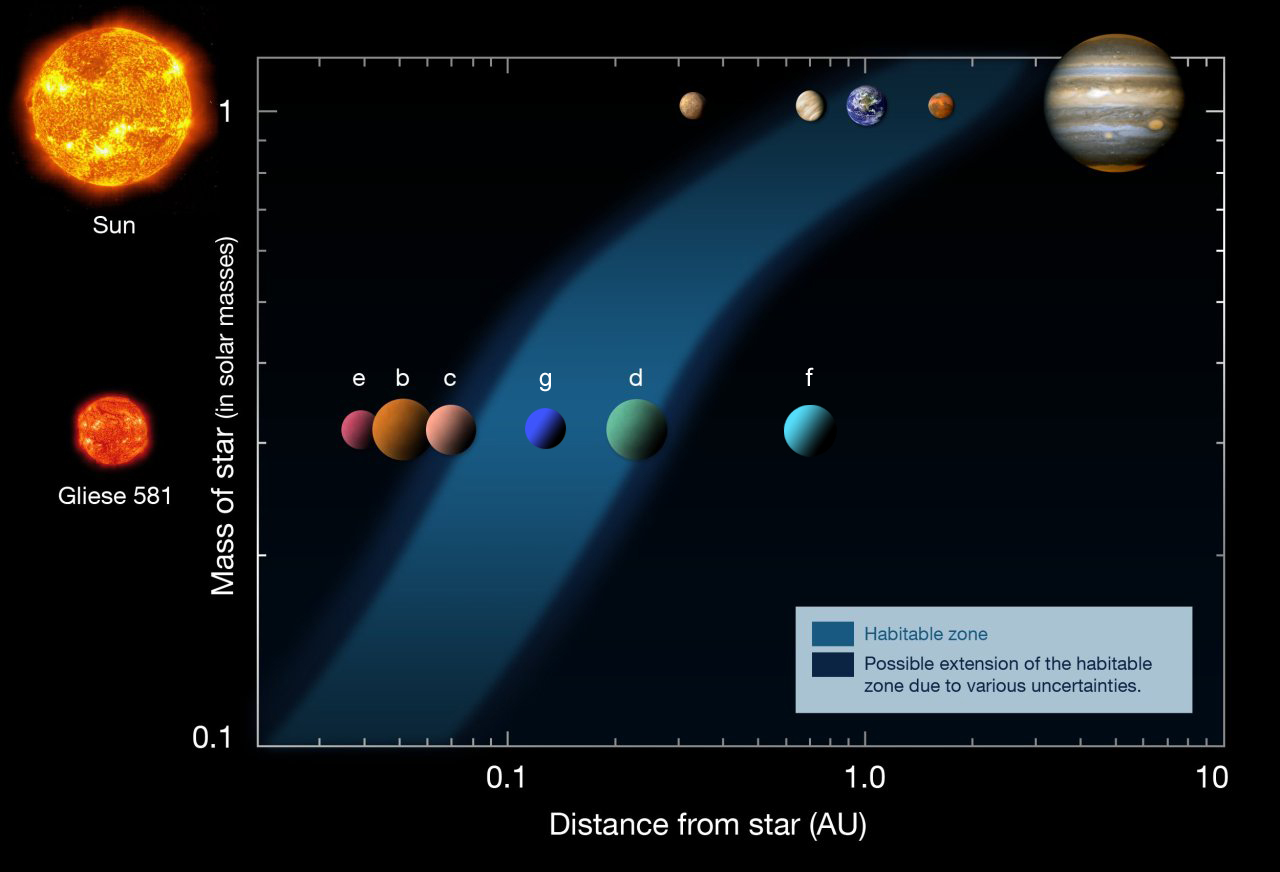
グリーゼ581と太陽系のハビタブルゾーン。縦軸は恒星の質量（単位：太陽質量）、横軸は恒星からの距離（単位：AU）。
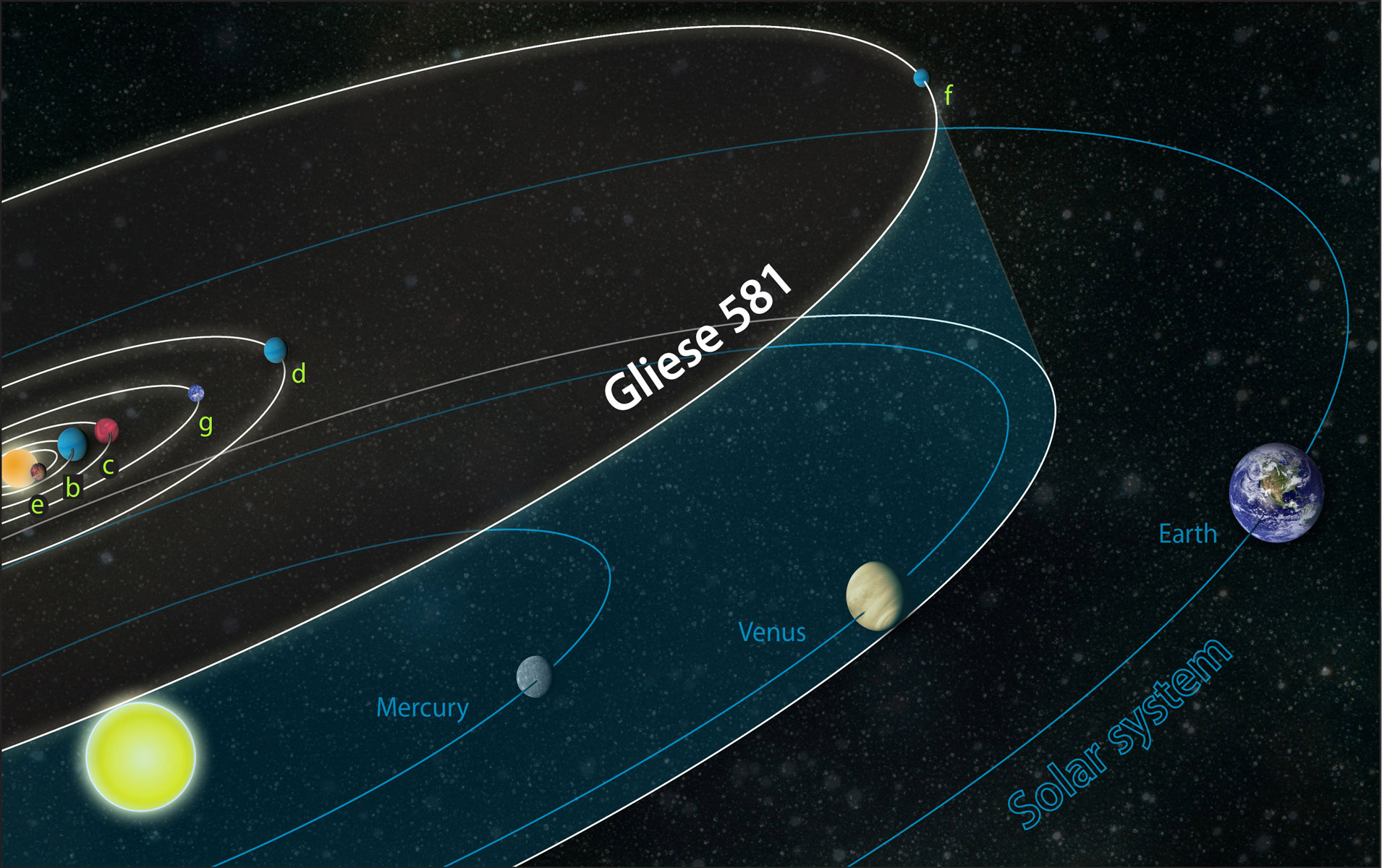
グリーゼ581と太陽系の比較。fの軌道が金星の外側付近に相当する。
グリーゼ581の惑星系。gとfが発見される前に考えられていたもの。
グリーゼ581の惑星系。gとfの発見後に考えられているもの。

## フィクション
- 宇宙戦艦ヤマト2199